# NGC 3063
NGC 3063 ist ein Doppelstern im Sternbild Großer Bär. Das Objekt wurde am 30. September 1802 von Wilhelm Herschel entdeckt.